# Андрія Радулович
Андрія Радулович (чорн. Andrija Radulović/Андрија Радуловић, нар. 3 липня 2002, Котор) — сербський і чорногорський футболіст, нападник австрійського клубу «Рапід» (Відень), який грає в оренді із сербського клубу «Воєводина», та національної збірної Чорногорії. Виступав також за низку сербських клубів.

## Клубна кар'єра
Андрія Радулович народився 2002 року в місті Котор, та є вихованцем футбольної школи клубу «Црвена Звезда». У 2020 році Радулович розпочав грати в основній команді клубу, який у 2021 році відправив футболіста в оренду до іншого белгадського клубу «Графичар», взявши участь у 9 матчах чемпіонату. У 2022 році нападник повернувся до «Црвени Звезди», проте його за короткий час відправили в оренду до клубу «Младост» (Новий Сад). У 2023 році футболіст грав у оренді в клубі «Радник» (Сурдулиця).
У 2023 році Андрія Радулович став гравцем клубу «Воєводина». З початку 2025 року Радулович грає в оренді в австрійському клубі «Рапід» (Відень).

## Виступи за збірні
Андрія Радулович спочатку, з 2018 року, грав у складі юнацької збірної Сербії, загалом за юнацьку збірну Сербії зіграв 8 матчів. Пізніше футболіст вирішив змінити спортивне громадянство, і в 2022 році розпочав грати за молодіжну збірну Чорногорії, за яку до 2023 року зіграв 5 матчів. З 2023 року Радулович грає у складі національної збірної Чорногорії. Станом на середину червня футболіст зіграв у складі національної збірної 7 матчів, у яких забитими голами не відзначився.

## Досягнення
«Црвена Звезда»
- Чемпіон Сербії: 2019–20, 2020–21, 2021–22
- Володар Кубка Сербії: 2020–21, 2021–22